# Odetta
Odetta, właśc. Odetta Holmes Felious (ur. 31 grudnia 1930 w Birmingham, zm. 2 grudnia 2008 w Nowym Jorku) − amerykańska piosenkarka, gitarzystka, autorka tekstów, a także działaczka na rzecz praw człowieka, Afroamerykanka, odznaczona Narodowym Medalem Sztuk.
Jej repertuar obejmował amerykański folk, blues, jazz i negro spirituals. Była ważną postacią podczas odrodzenia amerykańskiego folku w latach 50. i 60. XX wieku, była inspiracją dla takich muzyków jak Bob Dylan, Joan Baez i Janis Joplin.

## Dyskografia

### Albumy studyjne
- 1954 The Tin Angel (z Larrym Mohrem)
- 1956 Odetta Sings Ballads and Blues
- 1957 At the Gate of Horn
- 1959 My Eyes Have Seen
- 1960 Ballad for Americans and Other American Ballads
- 1960 Christmas Spirituals
- 1962 Odetta and the Blues
- 1962 Sometimes I Feel Like Cryin’
- 1963 One Grain of Sand
- 1963 Odetta Sings Folk Songs
- 1964 It’s a Mighty World
- 1964 Odetta Sings of Many Things
- 1965 Odetta Sings Dylan
- 1967 Odetta
- 1968 Odetta Sings the Blues
- 1970 Odetta Sings
- 1987 Movin' It On
- 1988 Christmas Spirituals
- 1999 Blues Everywhere I Go **
- 2001 Looking for a Home
- 2002 Women in (E)motion
- 2005 Gonna Let It Shine **

### Albumy koncertowe
- 1960 Odetta at Carnegie Hall
- 1962 Odetta at Town Hall
- 1965 Odetta in Japan
- 1973 The Essential Odetta
- 1976 Odetta at the Best of Harlem
- 1998 To Ella

### Kompilacje
- 1963 Odetta
- 1967 The Best of Odetta
- 1973 The Essential Odetta (live)
- 1994 The Best of Odetta: Ballads and Blues
- 1999 The Best of the Vanguard Years
- 2000 Livin' with the Blues
- 2000 Absolutely the Best
- 2002 The Tradition Masters
- 2003 American Folk Pioneer
- 2006 Best of the M.C. Records Years 1999–2005
- 2007 Vanguard Visionaries